# À Tout le Monde (Set Me Free)
À Tout le Monde (Set Me Free) — песня американской хеви-метал-группы Megadeth с альбома United Abominations.
Песня является ремейком оригинальной композиции Megadeth «[A Tout Le Monde]» из альбома Youthanasia. Вокальную партию Дэйв Мастейн исполнил совместно с вокалисткой итальянской метал-группы Lacuna Coil Кристиной Скаббия. Музыка стала быстрее, чем в оригинале, тональность повысилась на полутон (из D# в E), а гитарное соло Глена Дровера стало длиннее, чем соло Марти Фридмана. Песня была названа «À Tout le Monde (Set Me Free)», чтобы её можно было отличить от оригинала.
На композицию был снят видеоклип, который, как и клип на оригинал, был запрещён к показу на MTV из-за подозрений в пропаганде суицида.

## Участники записи
- Дэйв Мастейн — вокал, ритм-гитара, продюсер;
- Глен Дровер — соло-гитара;
- Джеймс Ломенцо — бас-гитара;
- Шон Дровер — барабаны, перкуссия;
- Кристина Скаббия — бэк-вокал.